# Villalcón
Villalcón é um município da Espanha na província de Palência, comunidade autónoma de Castela e Leão, de área 26,27 km² com população de 82 habitantes (2004) e densidade populacional de 3,12 hab/km².

## Demografia
| Variação demográfica do município entre 1991 e 2004 | Variação demográfica do município entre 1991 e 2004 | Variação demográfica do município entre 1991 e 2004 | Variação demográfica do município entre 1991 e 2004 |
| --------------------------------------------------- | --------------------------------------------------- | --------------------------------------------------- | --------------------------------------------------- |
| 1991                                                | 1996                                                | 2001                                                | 2004                                                |
| 107                                                 | 102                                                 | 84                                                  | 82                                                  |